# Воронич
Воронич или Воронач (рус. Воронич, Воронач) село је и средњовековни археолошки локалитет у виду градине, настао током XIV века. Налази се на око 3 километра северозападно од варошице Пушкинскије Гори, на левој обали реке Сорот, недалеко од њеног ушћа у Великају. Административно припада Пушкиногорском рејону Псковске области Русије. Локалитет се налази на листи културног наслеђа Руске Федерације, где је заведен под бројем 6000000478.
Према подацима са пописа становништва из 2010. у селу је живело свега 45 становника.

## Историја
Воронич је у периоду између XIV и XVI века представљао важно утврђење на јужним границама Псковске земље. Око утврђења које је било опасано каменим зидовима налазило се насеље са око 400 кућа, а унутар саме тврђаве налазило неколико цркава. Тврђава је свој врхунац доживела током XVI века.
У време Ливонског рата 1581. тврђава је била потпуно разрушена од стране војске пољског краља Стефана Баторија, и никада није обновљена.
Данас Воронич представља археолошки локалитет у виду узвишења на којем се налазе остаци старог града. Од 1936. године локалитет се налази под управом Отвореног музеја А. С. Пушкина.

## Рефренце
1. ↑  Федеральная служба государственной статистики (Федерални завод за статистику) (2011). „Всероссийская перепись населения 2010 года. Том 1 (Национални попис становништва 2010, 1. свезак)”. Всероссийская перепись населения 2010 года (Национални попис становништва 2010) (на језику: руски). Федерални завод за статистику. Приступљено 4. 9. 2012.